# Thynnascaris legendrei
Thynnascaris legendrei är en rundmaskart. Thynnascaris legendrei ingår i släktet Thynnascaris och familjen Anisakidae. Inga underarter finns listade i Catalogue of Life.